# Ейрік Бакке
Ейрік Бакке (норв. Eirik Bakke, нар. 13 вересня 1977, Согндал) — норвезький футболіст, що грав на позиції півзахисника. По завершенні ігрової кар'єри — футбольний тренер. Наразі очолює тренерський штаб команди «Согндал».
Виступав, зокрема, за клуб «Лідс Юнайтед», а також національну збірну Норвегії.

## Клубна кар'єра
У дорослому футболі дебютував 1993 року виступами за команду клубу «Согндал», в якій провів шість років, взявши участь у 99 матчах чемпіонату. Його батько Свейн раніше також грав за цю команду.
Своєю грою за цю команду привернув увагу представників тренерського штабу англійського «Лідс Юнайтед», до складу якого приєднався влітку 1999 року за 1 750 000 фунтів стерлінгів. Після обнадійливого старту Бакке через травми і погану форму так і не зміг стати лідером «Лідсу», навіть після того, як клуб вилетів з Прем'єр-ліги в 2004 році. Кар'єра Бакке була затьмарена повторюваними травмами коліна. Тендиніт надколінка тримав його в лазареті на початку сезону 2004/05. По поверненні в січні 2005 року Ейрік отримав розрив хрестоподібної зв'язки.
У серпні 2005 року, оговтавшись від травми, Ейрік був відданий в оренду «Астон Віллі» з Прем'єр-ліги. Оренда закінчилася незабаром після того як «Лідс» запропонував «Віллі» взяти Бакке на постійній основі, а не на правах оренди, і Дуг Елліс, тодішній голова «вілланів», вирішив, що не варто підписувати норвежця. Після повернення в «Лідс» Бакке став виступати ще менше і через фінансові проблеми покинув клуб в 2006 році.
31 серпня 2006 року Бакке, повернувшись до Норвегії, підписав дворічний контракт з «Бранном». Бакке дебютував за «Бранн» 11 вересня 2006 року в грі проти «Стабека». Проте і тут півзахисника переслідували травми і сезон 2007 Ейрік розпочав виступами за другу команду «Бранна» в спробі відновити повну придатність від проблем з травмами. 11 серпня 2007 року зумів забити переможний гол у ворота «Русенборга» і за підсумками того сезону став з командою чемпіоном Норвегії. У першій частині сезону 2008 року Бакке став капітаном «Бранна». У 2010 році покинув клуб.
У 2011 році він підписав дворічний контракт з «Согндал». У листопаді 2012 року завершив кар'єру гравця.

## Виступи за збірні
1993 року дебютував у складі юнацької збірної Норвегії, взяв участь у 33 іграх на юнацькому рівні, відзначившись 10 забитими голами.
Протягом 1997—1999 років залучався до складу молодіжної збірної Норвегії. На молодіжному рівні зіграв у 31 офіційному матчі, забив 1 гол.
20 січня 1999 року дебютував в офіційних матчах у складі національної збірної Норвегії в товариській грі проти збірної Ізраїлю (1:0), вийшовши на заміну замість Егіля Естенстада.
У складі збірної був учасником чемпіонату Європи 2000 року у Бельгії та Нідерландах і відіграв у всіх трьох матчах збірної.
Останнім матчем за збірну був товариський матч 26 березня 2008 року проти збірної Чорногорії. У підсумку Бакке провів 27 матчів за збірну.

## Кар'єра тренера
Розпочав тренерську кар'єру невдовзі по завершенні кар'єри гравця, очоливши 1 січня 2015 року тренерський штаб «Согндалу», який саме вилетів з вищого дивізіону. Бакке зумів з командою у сезоні 2015 року виграти Перший дивізіон і повернутись в Елітсеріан, де у наступному році зайняв 11 місце і зберіг прописку в еліті.
| Дата       | Місто      | Господарі         | Результат | Гості                | Турнір             | Голи | Примітки |
| ---------- | ---------- | ----------------- | --------- | -------------------- | ------------------ | ---- | -------- |
| 20/01/1999 | Тель-Авів  | Ізраїль           | 0 – 1     | Норвегія             | товариський матч   | -    |          |
| 20/05/1999 | Осло       | Норвегія          | 6 – 0     | Ямайка               | товариський матч   | -    |          |
| 23/02/2000 | Стамбул    | Туреччина         | 0 – 2     | Норвегія             | товариський матч   | 1    |          |
| 27/05/2000 | Осло       | Норвегія          | 2 – 0     | Словаччина           | товариський матч   | -    |          |
| 03/06/2000 | Осло       | Норвегія          | 1 – 0     | Італія               | товариський матч   | -    |          |
| 13/06/2000 | Роттердам  | Іспанія           | 0 – 1     | Норвегія             | ЧЄ 2000 - 1-й етап | -    |          |
| 18/06/2000 | Льєж       | Сербія            | 1 – 0     | Норвегія             | ЧЄ 2000 - 1-й етап | -    |          |
| 21/06/2000 | Арнем      | Словенія          | 0 – 0     | Норвегія             | ЧЄ 2000 - 1-й етап | -    |          |
| 07/10/2000 | Кардіфф    | Уельс             | 1 – 1     | Норвегія             | Відбір до ЧС 2002  | -    |          |
| 11/10/2000 | Осло       | Норвегія          | 0 – 1     | Україна              | Відбір до ЧС 2002  | -    |          |
| 28/02/2001 | Белфаст    | Північна Ірландія | 0 – 4     | Норвегія             | товариський матч   | -    |          |
| 25/04/2001 | Осло       | Норвегія          | 2 – 1     | Болгарія             | товариський матч   | -    |          |
| 02/06/2001 | Київ       | Україна           | 0 – 0     | Норвегія             | Відбір до ЧС 2002  | -    |          |
| 06/06/2001 | Осло       | Норвегія          | 1 – 1     | Білорусь             | Відбір до ЧС 2002  | -    |          |
| 06/10/2001 | Єреван     | Вірменія          | 1 – 4     | Норвегія             | Відбір до ЧС 2002  | -    |          |
| 17/04/2002 | Осло       | Норвегія          | 0 – 0     | Швеція               | товариський матч   | -    |          |
| 14/05/2002 | Осло       | Норвегія          | 3 – 0     | Японія               | товариський матч   | -    |          |
| 21/08/2002 | Осло       | Норвегія          | 0 – 1     | Нідерланди           | товариський матч   | -    |          |
| 07/09/2002 | Осло       | Норвегія          | 2 – 2     | Данія                | Відбір до ЧЄ 2004  | -    |          |
| 12/10/2002 | Бухарест   | Румунія           | 0 – 1     | Норвегія             | Відбір до ЧЄ 2004  | -    |          |
| 16/10/2002 | Осло       | Норвегія          | 2 – 0     | Боснія і Герцеговина | Відбір до ЧЄ 2004  | -    |          |
| 02/04/2003 | Люксембург | Люксембург        | 0 – 2     | Норвегія             | Відбір до ЧЄ 2004  | -    |          |
| 22/05/2003 | Осло       | Норвегія          | 2 – 0     | Фінляндія            | товариський матч   | -    |          |
| 07/06/2003 | Копенгаген | Данія             | 1 – 0     | Норвегія             | Відбір до ЧЄ 2004  | -    |          |
| 11/06/2003 | Осло       | Норвегія          | 1 – 1     | Румунія              | Відбір до ЧЄ 2004  | -    |          |
| 17/08/2005 | Осло       | Норвегія          | 0 – 2     | Швейцарія            | товариський матч   | -    |          |
| 26/03/2008 | Подгориця  | Чорногорія        | 3 – 1     | Норвегія             | товариський матч   | -    |          |
| Усього     |            | Матчів            | 27        |                      | Голів              | 0    |          |

## Титули і досягнення

### Командні
- Чемпіон Норвегії (1):

«Бранн»: 2007

### Особисті
- Золотий Годинник Норвезької футбольної асоціації: 2005